# Promesse de contrat

## Droit français
En droit des contrats français, une promesse de contrat est un contrat qui oblige son débiteur (ou promettant) à promettre un contrat au créancier (ou bénéficiaire) de cette promesse qu'il s'agisse d'une vente ou d'un bail.

## Droit québécois
En droit québécois, les règles en matière de promesse de contrat sont notamment prévues aux articles 1396 et 1397 du Code civil du Québec.

« 1396. L’offre de contracter, faite à une personne déterminée, constitue une promesse de conclure le contrat envisagé, dès lors que le destinataire manifeste clairement à l’offrant son intention de prendre l’offre en considération et d’y répondre dans un délai raisonnable ou dans celui dont elle est assortie.
La promesse, à elle seule, n’équivaut pas au contrat envisagé; cependant, lorsque le bénéficiaire de la promesse l’accepte ou lève l’option à lui consentie, il s’oblige alors, de même que le promettant, à conclure le contrat, à moins qu’il ne décide de le conclure immédiatement.
1397. Le contrat conclu en violation d’une promesse de contracter est opposable au bénéficiaire de celle-ci, sans préjudice, toutefois, de ses recours en dommages-intérêts contre le promettant et la personne qui, de mauvaise foi, a conclu le contrat avec ce dernier.
Il en est de même du contrat conclu en violation d’un pacte de préférence. »

Il existe aussi des règles particulières à la promesse de vente aux articles 1710 C.c.Q. et suivants.